# Eurrhyparodes plumbeimarginalis
Eurrhyparodes plumbeimarginalis là một loài bướm đêm trong họ Crambidae.